# جيني واتسون
جيني واتسون (بالإنجليزية: Jenny Watson)‏ هي مصورة ورسامة أسترالية، ولدت في 2 أكتوبر 1951 في ملبورن في أستراليا.